# Heleno de Freitas
Heleno de Freitas (São João Nepomuceno, 12 de fevereiro de 1920 — Barbacena, 8 de novembro de 1959) foi um futebolista brasileiro que atuou como centroavante, considerado o primeiro "craque problema" do futebol brasileiro.
Advogado, boêmio, catimbeiro, boa vida, irritadiço, galã, Heleno era homem de boa aparência, mas quase intratável. Depois de treze anos jogando futebol, entrou para a história como um dos maiores craques do futebol sul-americano.

## Estilo de Jogo
Com um 1,82 metros de altura, Heleno era um centroavante irrequieto, brigador e de boa técnica. Heleno começou a carreira como meio campista. Geninho, ex-companheiro de Botafogo descreveu o estilo de jogo de Heleno: “Heleno buscava a bola bem além do meio-campo e estava sempre em posição de recebê-la. Sabia distribuir muito bem. Mesmo marcado, de costas para o gol, sabia como chutar. Não me lembro de ninguém, na década de 1940, praticando esse tipo de jogo.” 
Eduardo Galeano descreveu um famoso gol de Heleno no livro "O futebol ao sol e à sombra" ocorrido em 1947 em um confronto entre Botafogo e Flamengo: "Heleno estava de costas para o arco. A bola chegou lá de cima. Ele parou-a com o peito e se voltou sem deixá-la cair. Com o corpo arqueado e a bola no peito, enfrentou a situação. Entre o gol e ele, uma multidão. Na área do Flamengo havia mais gente que em todo o Brasil. Se a bola caísse no chão, estava perdido. E então Heleno pôs-se a caminhar, sempre curvado para trás, e com a bola no peito atravessou tranquilamente as linhas inimigas. Ninguém podia tirá-la sem fazer falta, e estavam na zona de perigo. Quando chegou às portas do gol, Heleno endireitou o corpo. A bola deslizou até seus pés. E ele arrematou."
Dono de gênio destemperado, que muitas vezes o fazia ser expulso e até mesmo brigar com companheiros de equipe. Heleno de Freitas foi apelidado de "Gilda" por seus amigos do Clube dos Cafajestes e pela torcida do Fluminense, por seu temperamento e por este ser o nome de uma personagem da atriz norteamericana Rita Hayworth em filme de mesmo nome.

## Carreira

### Juventude

Heleno de Freitas treinando, foto sem data do Arquivo Nacional.

Descoberto por Neném Prancha no time do Botafogo de praia, Heleno se transferiu para o Fluminense depois que o Botafogo fechou a sua equipe juvenil.

### Auge no Botafogo
Retornou ao Botafogo em 1940, com a responsabilidade de substituir o ídolo Carvalho Leite (goleador do tetracampeonato estadual, de 1932 a 1935) e não decepcionou a torcida.
Heleno foi o maior ídolo alvinegro antes de Garrincha. Marcou sua passagem pelo Botafogo com 209 gols em 233 partidas, tornando-se o quarto maior artilheiro da história do clube.

### Boca Juniors

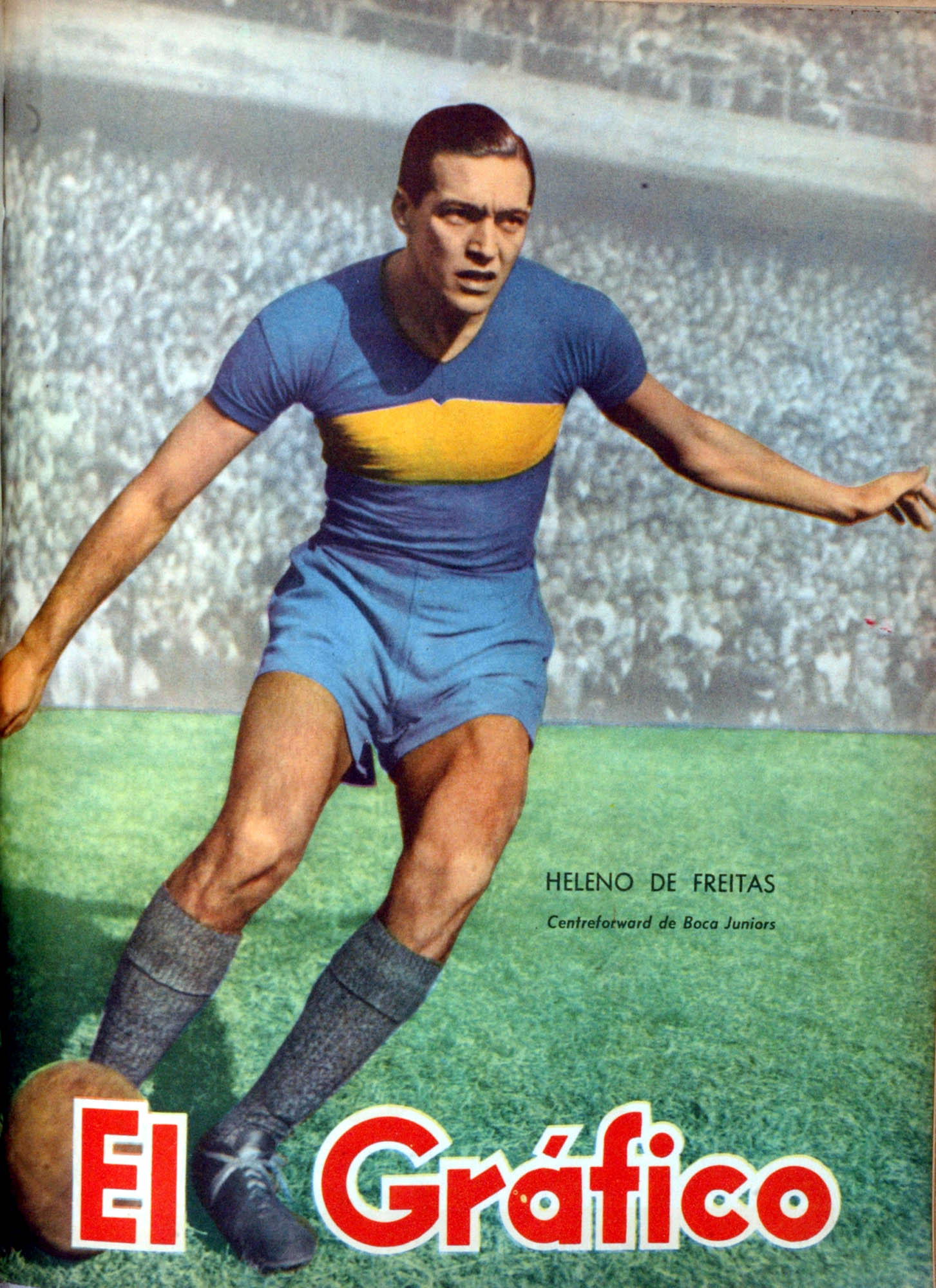
Heleno de Freitas na capa da revista argentina El Gráfico do primeiro de outubro de 1948, com a camisa do Boca Juniors.

Deixou General Severiano em 1948, quando foi vendido ao Boca Juniors, da Argentina, por 600 mil cruzeiros, ou 200 mil pesos, na maior transação do continente. Heleno ainda se tornou correspondente esportivo do jornal Diario Carioca na Argentina. No Club Atlético Boca Juniors não obteve sucesso. Marcou 7 gols em 17 jogos e o Boca Juniors finalizou entre 8º e 16º no Campeonato Argentino de Futebol.

### Vasco da Gama
Retornou ao Brasil contratado pelo Vasco da Gama por 100 mil pesos. No Vasco da Gama conquistou o campeão carioca de 1949 com o memorável Expresso da Vitória. Em março de 1950, Heleno abandonou um treino do Vasco da Gama alegando estar sendo sabotado pelos seus companheiros. Repreendido, Heleno discutiu com o técnico Flavio Costa e teve que ser apartado pelos companheiros. Heleno foi afastado por indisciplina e teve seu passe colocado a venda por 300 mil cruzeiros.

### Junior de Barranquilla
Em 13 de março de 1950, o Atlético Junior de Barranquilla (da Liga Pirata da Colômbia) adquiriu o seu passe por empréstimo. Heleno marcou 15 gols e o Junior Barranquilla finalizou o torneio em 8.º com 31 pontos.
Na sua passagem pela Colômbia ganhou a admiração de Gabriel Garcia Márquez. García Márquez escreveu que Heleno poderia ser romancista criminal soberbo, pelo “seu senso de cálculo, seus movimentos calmos de investigador e os seus resultados rápidos e surpreendentes”.

### Fim da Carreira
Em janeiro de 1951, Heleno retornou ao Brasil e se reapresentou ao Vasco da Gama. Na ocasião discutiu publicamente com Flavio Costa e foi expulso de um baile por cheirar Lança-perfume. Oferecido a outros clubes, Heleno foi recusado pelo São Paulo Futebol Clube e cogitou abandonar a carreira. Acabou se acertando para defender o Santos.
Após uma curta passagem pelo futebol paulista, Heleno retornou ao Rio de Janeiro. Prometendo se regenerar, Heleno foi contratado pelo América, onde encerraria a carreira, tendo jogado apenas uma partida pelo clube de Campos Sales. Foi também sua única partida no estádio do Maracanã. Expulso aos 35'/1ºT, após acertar um carrinho violento em um zagueiro adversário.
Ainda tentou, depois, voltar aos campos pelo Flamengo, por indicação de Kanela, mas se desentendeu com os jogadores do rubro-negro num jogo treino e não foi aceito.

## Seleção Brasileira

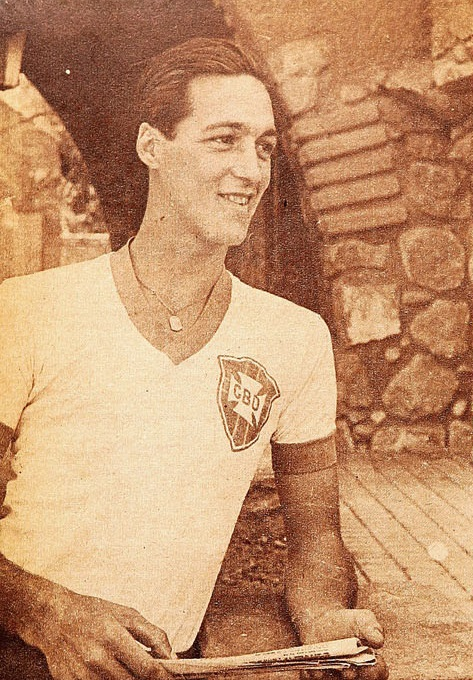
Heleno de Freitas no Chile pelo Campeonato Sul-Americano em 9 de março de 1945, com a camisa da Seleção Brasileira.

Fez 18 partidas pela Seleção Brasileira marcando 15 gols, tendo sido artilheiro do Campeonato Sul-Americano de Futebol de 1945 (atual Copa América) com 7 gols.

### Auge
No Campeonato Sul-Americano de Futebol de 1945 formou um quinteto de ataque famoso com Zizinho, Jair da Rosa Pinto, Tesourinha e Ademir de Menezes, considerado por Obdulio Varela o melhor da história da seleção. Terminou como artilheiro do campeonato com 7 gols e distribuiu 3 assistências em 6 jogos. Foi o jogador brasileiro com mais participações para gol no torneio.
Em 1948, ao deixar o Botafogo anunciou que encerraria a carreira e não pretendia disputar a Copa do Mundo de 1950. Heleno, no entanto, voltaria ao Brasil onde teria uma passagem polêmica pelo Vasco treinado por Flávio Costa.

### Maracanaço
Heleno não disputou a Copa do Mundo de 1950. Algumas fontes afirmam que a FIFA teria vetado sua convocação por ele atuar na liga colombiana, não reconhecida pela entidade mundial. Outras creditam a ausência aos seus constantes atos de indisciplina.
A três meses de começar a Copa, Heleno foi posto à venda pelo Vasco da Gama, após quase trocar socos com Flavio Costa, que também era treinador da seleção. No dia seguinte ao Maracanaço, jornais brasileiros noticiaram que Heleno fora advertido por indisciplina pelo Atlético Junior de Barranquilla.
Em julho de 1950, Heleno deu uma entrevista a um jornal colombiano que teve grande repercussão no Brasil. Heleno responsabilizou o técnico Flávio Costa pelo desastre do Maracanã e afirmou que com ele seria diferente: "Se eu estivesse no comando do ataque o Brasil não perderia esse mundial. Conheço a manha dos uruguaios; Obdulio Varela não faria comigo metade do que fez como nosso ataque. Perdemos por incapacidade do técnico que tornou nossa seleção um bando de frouxos, incapazes de reação. Um bando de fracos, castrados e medrosos!"
Em janeiro de 1951, Heleno se reapresentou ao Vasco da Gama. O técnico Flávio Costa abandonou o treino e foi tirar satisfações de Heleno sobre as declarações. O jogador negou a entrevista, mas o técnico não acreditou. Os dois discutiram publicamente no portão de São Januário. Heleno sacou uma arma, mas o próprio técnico o desarmou. No dia seguinte, Flávio Costa declarou: "Infelizmente fui obrigado a dar uma lição em Heleno. Fui por ele ofendido em declarações públicas e, na ocasião, não fui desagravado por quem tinha esse dever. Na primeira oportunidade teria que repetir o que disse sobre a minha reputação profissional. Não repetiu e foi castigado. A sua arma não me mete medo. A lição está dada. Desagravei-me e, para mim, está tudo encerrado."

## Vida pessoal

### Formação

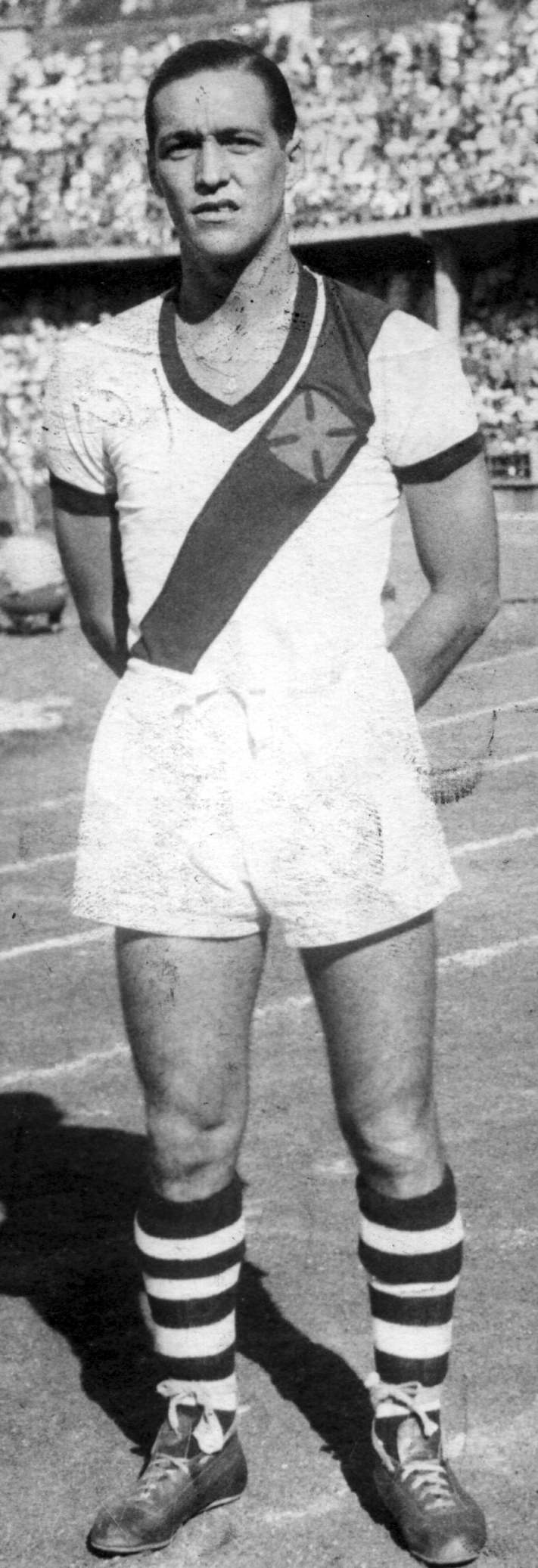
Atuando pelo Club de Regatas Vasco da Gama, c.1949. Arquivo Nacional.

Heleno estudou no Colégio São Bento e depois obteve o bacharelado em Ciências Jurídicas e Sociais pela Faculdade de Direito do Rio de Janeiro (atual Faculdade Nacional de Direito da UFRJ). Era considerado membro da alta sociedade, com amigos empresários, juristas e diplomatas. Seu pai era dono de um cafezal e ainda cuidava de negócios de papel e chapéus.
Sua vida foi marcada por vícios em drogas como lança-perfume e éter. Isto o fez tentar se auto-eletrocutar num treino do Botafogo. Boêmio, era frequentador de diversas boates do Rio de Janeiro.

### Família
Heleno casou-se com Ilma, que conhecia muito bem os problemas do jogador com drogas e mulheres e mesmo assim disse que o aceitaria como era.
Teve um filho apenas, Luiz Eduardo, com sua esposa Ilma. Porém, por conta do temperamento de Heleno de Freitas, ela fugiu para Petrópolis em 1952 e, posteriormente, se casou com o melhor amigo dele, que, inclusive, recebeu o pedido do jogador para cuidar dela enquanto ele defendia o time argentino. Entretanto, seu amigo acabou se apaixonando por ela. Luiz Eduardo — por ter perdido contato desde a mudança — só teve notícias sobre o pai com 10 anos de idade, justamente sobre seu falecimento.

## Morte
Heleno passou os últimos anos de vida internado em um sanatório. Por ser um jogador boa pinta, elegante, de classe alta e boêmio, envolvia-se com várias mulheres e, consequentemente, teve complicações com sífilis, que o deixou louco. Segundo o ex-goleiro Danton, Heleno, já internado em um sanatório, assistia acompanhado de um médico os jogos do Olympic de Barbacena e, dentre seus delírios megalomaníacos, Danton o ouviu contar que teve casos amorosos com várias mulheres bonitas, incluindo um caso nunca comprovado com Eva Perón no período em que jogou na Argentina.
Em 1956, o time do Botafogo foi visitá-lo no sanatório. Encontraram Heleno deformado pelos remédios, desdentado e calvo.
De acordo com Marcos Eduardo Neves: "Nas dependências da casa da saúde, Heleno tornara-se agressivo, xingava as pessoas à toa. Um dos enfermeiros contaria que, num acesso de demência, chegou a botar quatro cigarros acesos na boca e dois nas narinas. Passou a rasgar as próprias roupas e volta e meia anda nu pela casa. (...) Na manhã de 8 de novembro de 1959, o enfermeiro foi levar-lhe o café da manhã e o encontrou morto. Após quatro anos, dez meses e 25 dias de tratamento, os médicos constataram o óbito, aos 39 anos, por paralisia progressiva.".

## Na Cultura Popular

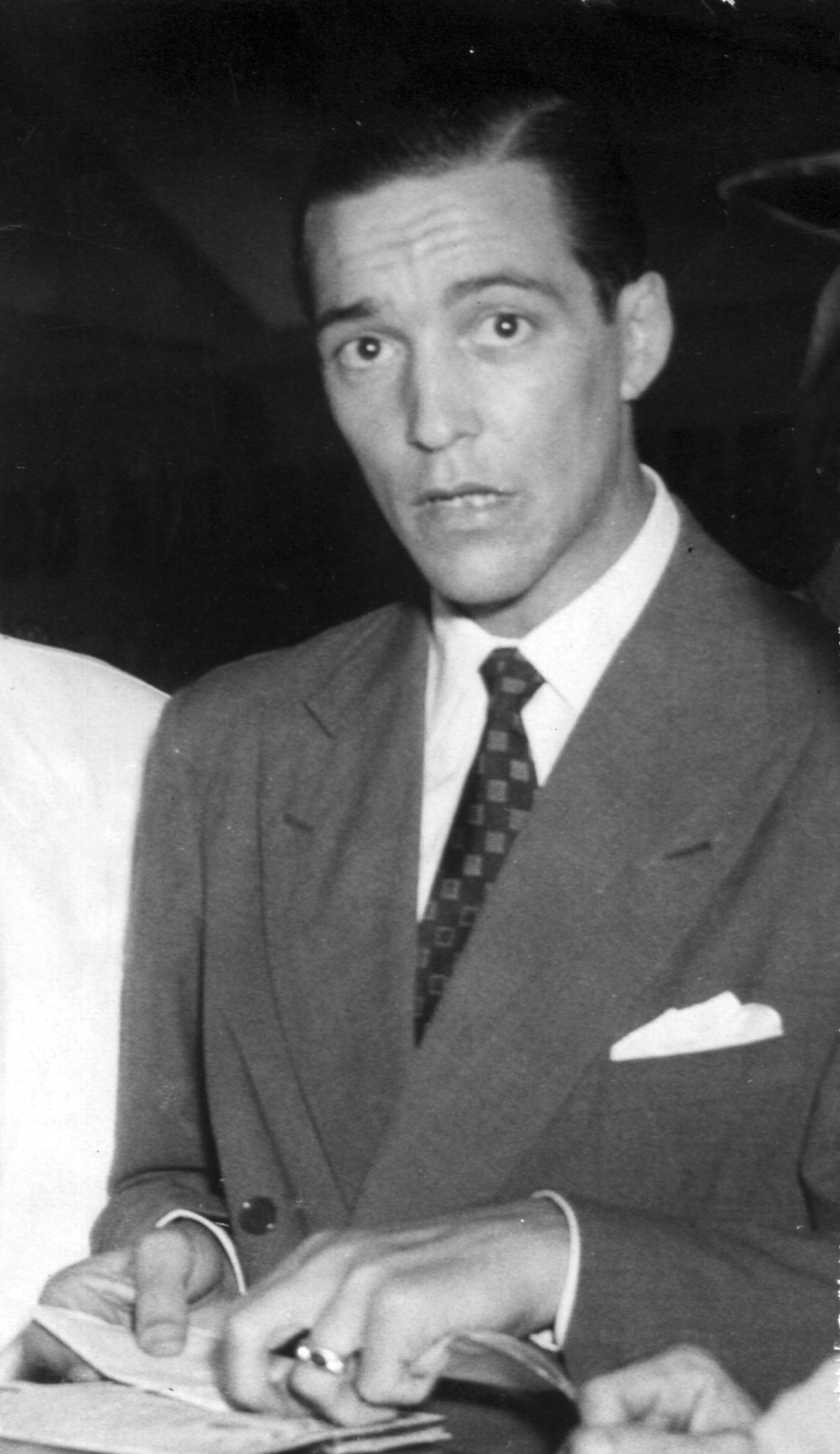
Em foto sem data. Arquivo Nacional.

- Sua vida é retratada no livro Nunca Houve um Homem como Heleno, do jornalista e escritor Marcos Eduardo Neves, e no filme Heleno, dirigido por José Henrique Fonseca e estrelado por Rodrigo Santoro,[57] que fez o papel título e Aline Moraes, que fez sua esposa, cujo nome foi mudado para Sílvia.[23]

- Heleno e Garrincha - Curta Metragem: 1987[58]

- Tema do Samba Enredo da Escola de Samba Avenida Carlos Alves: 1992[59]

- Heleno, Um Homem chamado Gilda - 1996 | OBS[60]

## Estatísticas
Abaixo está uma lista com todos os gols de Heleno em jogos oficiais e amistosos por clubes e seleções que atuou na carreira.

### Clubes
Atualizado em 13 de março de 2025.
| Ano               | Clube                  | Gols |
| ----------------- | ---------------------- | ---- |
| 1940              | Botafogo               | 6    |
| 1941              | Botafogo               | 32   |
| 1942              | Botafogo               | 38   |
| 1943              | Botafogo               | 24   |
| 1944              | Botafogo               | 24   |
| 1945              | Botafogo               | 22   |
| 1946              | Botafogo               | 41   |
| 1947              | Botafogo               | 18   |
| 1948              | Botafogo               | 4    |
| Total             | Total                  | 209  |
| 1948              | Boca Juniors           | 7    |
| Total             | Total                  | 7    |
| 1949              | Vasco da Gama          | 19   |
| Total             | Total                  | 19   |
| 1950              | Junior de Barranquilla | 16   |
| Total             | Total                  | 16   |
| Total na carreira | Total na carreira      | 251  |

### Seleção Brasileira
Atualizado em 15 de março de 2025.
| Ano  | Gols |
| ---- | ---- |
| 1944 | 1    |
| 1945 | 8    |
| 1946 | 4    |
| 1947 | 1    |

### Seleção Carioca
Atualizado em 14 de março de 2025.
| Ano  | Gols |
| ---- | ---- |
| 1944 | 4    |
| 1947 | 1    |

### CombinadoBotafogo-Fluminense
Atualizado em 22 de março de 2025.
| Ano  | Gols |
| ---- | ---- |
| 1941 | 1    |

## Títulos
Botafogo
- Torneio Início do Campeonato Carioca: 1947[65][66]

Vasco da Gama
- Campeonato Carioca: 1949[67]

Seleção Brasileira
- Copa Roca: 1945[68]
- Copa Rio Branco: 1947[69][70]

Seleção Carioca
- Campeonato Brasileiro de Seleções Estaduais: 1944[71] e 1946[72]

### Outras Conquistas
Botafogo
- Campeonato Carioca de Aspirantes: 1944 e 1945[73]
- Campeonato Carioca de Amadores: 1942[74], 1943 e 1944
- Torneio Início Amador: 1944[75]
- Taça Eficiência: 1944[76]
- Copa Burgos: 1941[77][78]
- Taça São Paulo: 1942[79][80]
- Troféu Intimorato: 1942[81]
- Taça Prefeito Dr. Durval Neves da Rocha: 1942[82]

Fluminense
- Campeonato Carioca de Amadores: 1938[83]

Vasco da Gama
- Troféu Dem Sieger: 1949[84][85]
- Taça Eficiência: 1949[85]

Combinado Brasileiro
- Taça Agustín Justo: 1942[86][87][88]

### Campanhas de destaque
Botafogo
- 2ª colocação - Campeonato Carioca: 1942, 1944, 1945, 1946 e 1947[89]
- 2ª colocação - Torneio Relâmpago: 1944[90]
- 2ª colocação - Torneio Municipal: 1947[91]

Seleção Brasileira
- 2ª colocação - Copa América: 1945 e 1946[92]
- 2ª colocação - Copa Rio Branco: 1946[93]

### Prêmios individuais
- Seleção da Copa América: 1945[94]
- Melhor Atacante da Copa América: 1945[95][96]
- Maior Ídolo do Botafogo na década: 1940-1949[9]
- Time dos sonhos do Botafogo (Placar): 1982 e 1994[97]
- Time do século do Botafogo: 2004[26]
- Lendas do Botafogo (FIFA): 2008[98]
- 7° Maior ídolo da História do Botafogo (O Globo): 2020[99]
- 19° Melhor Jogador Brasileiro da história (Bleacher Report)[100]

### Artilharias
- Copa América: 1945 (7 gols)[101]
- Copa Rio Branco: 1947 (1 gol)[102]
- Campeonato Carioca: 1942 (28 gols)[103]
- Torneio Municipal do Rio de Janeiro: 1943 (12 gols)[104], 1944 (10 gols)[105] e 1946  (13 gols)[106]
- Torneio Relâmpago: 1944 (4 gols)[107]

### Feitos
- Jogador Brasileiro com mais participações em gols na Copa América com 7 gols e 3 assistências: 1945
- 2° Jogador Brasileiro com mais participações em gols na Copa Roca com 2 gols e 2 assistências: 1945[108]
- 2° Jogador Brasileiro com mais participações em gols na Copa América com 3 gols e 2 assistências: 1946
- 10° Jogador com maior média de gols pela Seleção Brasileira: 0,83 (15 tentos em 18 partidas)[109][110]
- 19° Maior Artilheiro da Seleção Brasileira: (15 gols)[110]
- 4° Maior Artilheiro (pela soma total de gols) e 5° Maior Artilheiro da Seleção Brasileira na Copa América (pela média de gols): (10 gols) - empatado com Ronaldo
- 6° Maior Artilheiro da Copa América na soma total de gols: (10 gols)
- 19° Jogador do Botafogo com mais jogos pela Seleção Brasileira: (18 jogos)[111]
- Maior Artilheiro do Botafogo em jogos oficiais: (179 gols)[112][113]
- 4° Maior Artilheiro do Botafogo: (209 gols)[114]
- Único jogador do Botafogo artilheiro por 6 temporadas consecutivas: (1941-1946)[115]
- Único jogador entre os maiores artilheiros do Clássico da Rivalidade a fazer um poker-trick[116][117]
- Jogador que foi mais vezes artilheiro do Torneio Municipal do Rio de Janeiro: (3 artilharias)[14]
- Jogador com mais artilharias consecutivas de Campeonatos Estaduais pelo Botafogo: (1941-1947)[118]
- Maior Artilheiro do Clássico da Rivalidade: (22 gols)[119]
- Maior Artilheiro do Clássico Vovô: (16 gols)[120][121]
- Maior Artilheiro do Botafogo em Clássicos Cariocas: (44 gols)[112]
- Maior Artilheiro do Botafogo no Torneio Municipal: (48 gols)[14]
- 2° Jogador do Botafogo com mais hat-trick: 19[28][122][123]
- 2° Jogador com maior média de gols pelo Botafogo: 0,89 (209 tentos em 235 jogos)[124]
- 2° Maior Artilheiro do Estádio de General Severiano: (65 gols)[125][112]
- 13° Maior artilheiro do Campeonato Carioca: (133 gols)[126]
- 18° Maior Artilheiro da Seleção Carioca: (5 gols)[127]

### Honrarias
- Estátua em São João Nepomuceno[128][129]
- Muro dos Ídolos[130]